# Asbach (Ried)
Asbach ist ein Gemeindeteil von Ried im schwäbischen Landkreis Aichach-Friedberg in Bayern. Das Dorf liegt circa zwei Kilometer nordöstlich von Ried und ist über die Kreisstraße AIC 16 zu erreichen.

## Geschichte
Asbach liegt auf der Gemarkung von Eismannsberg.
Die selbständige Gemeinde Eismannsberg wurde mit dem Gemeindeteil Asbach am 1. Mai 1978 zu Ried eingemeindet.

## Baudenkmäler
Siehe auch: Liste der Baudenkmäler in Asbach
- Katholische Marienkapelle